# Ilha das Peças
Ilha das Peças är en ö i Brasilien.   Den ligger i delstaten Paraná, i den södra delen av landet, 1 100 km söder om huvudstaden Brasília. Arean är 108 kvadratkilometer.
Terrängen på Ilha das Peças är mycket platt.
I omgivningarna runt Ilha das Peças växer i huvudsak städsegrön lövskog. Runt Ilha das Peças är det mycket glesbefolkat, med 5 invånare per kvadratkilometer.